# رمیش (لبنان)
رمیش (به عربی: رمیش) یک منطقهٔ مسکونی در لبنان است که در شهرستان بنت جبیل واقع شده‌است. رمیش ۵۷۰ متر بالاتر از سطح دریا واقع شده‌است.